# وزنه‌برداری در المپیک تابستانی ۲۰۲۴ – ۱۰۲ کیلوگرم مردان
وزنه‌برداری ۱۰۲ کیلوگرم مردان، یکی از اوزان رقابت‌های وزنه‌برداری در المپیک پاریس ۲۰۲۴ بود. این دوره از مسابقات در ۱۰ اوت همین سال در نمایشگاه پورت دو ورسای پاریس برگزار شد.
در المپیک ۲۰۲۰ توکیو، این وزن ۱۰۹ کیلوگرم بود اما در این دوره به ۱۰۲ کیلوگرم تقلیل و دسته‌ی فوق سنگین به ۱۰۲+ کیلوگرم منتقل شد.

## رکوردها
رکوردهای زیر با توجه به رقابت‌های زیر به‌دست آمده بود.
پیش از این رقابت، رکوردهای جهانی و المپیک موجود به شرح زیر بود.
| رکورد جهانی  | یک ضرب | استاندارد جهانی   | ۱۹۱ کیلوگرم | —            | ۱ نوامبر ۲۰۱۸ |  |
| رکورد جهانی  | دو ضرب | لیو هوانهوا (CHN) | ۲۳۲ کیلوگرم | فوکت, تایلند | ۸ آوریل ۲۰۲۴  |  |
| رکورد جهانی  | مجموع  | لیو هوانهوا (CHN) | ۴۱۳ کیلوگرم | فوکت, تایلند | ۸ آوریل ۲۰۲۴  |  |
|              |        |                   |             |              |               |  |
| رکورد المپیک | یک ضرب | استاندارد المپیک  | ۱۸۶ کیلوگرم | —            |               |  |
| رکورد المپیک | دو ضرب | استاندارد المپیک  | ۲۲۶ کیلوگرم | —            |               |  |
| رکورد المپیک | مجموع  | استاندارد المپیک  | ۴۱۰ کیلوگرم | —            |               |  |

## نتایج
| رتبه | ورزشکار            | ملیت                    | یک‌ضرب (کیلوگرم) | یک‌ضرب (کیلوگرم) | یک‌ضرب (کیلوگرم) | یک‌ضرب (کیلوگرم) | دوضرب (کیلوگرم) | دوضرب (کیلوگرم) | دوضرب (کیلوگرم) | دوضرب (کیلوگرم) | مجموع |
| رتبه | ورزشکار            | ملیت                    | ۱               | ۲               | ۳               | نتیجه           | ۱               | ۲               | ۳               | نتیجه           | مجموع |
| ---- | ------------------ | ----------------------- | --------------- | --------------- | --------------- | --------------- | --------------- | --------------- | --------------- | --------------- | ----- |
| 1    | لیو هوانهوا        | چین                     | ۱۷۸             | ۱۸۳             | ۱۸۶             | ۱۸۶             | ۲۲۰             | ۲۲۸             | ۲۳۳             | ۲۲۰             | ۴۰۶   |
| 2    | اکبر ژورائف        | ازبکستان                | ۱۸۰             | ۱۸۵             | ۱۸۹             | ۱۸۵             | ۲۱۹             | ۲۲۴             | ۲۳۲             | ۲۱۹             | ۴۰۴   |
| 3    | یاوهنی سیخانتسو    | ورزشکاران بی‌طرف انفرادی | ۱۷۶             | ۱۷۸             | ۱۸۳             | ۱۸۳             | ۲۱۴             | ۲۱۹             | ۲۲۸             | ۲۱۹             | ۴۰۲   |
| ۴    | گاریک کاراپتیان    | ارمنستان                | ۱۸۰             | ۱۸۶             | ۱۸۶             | ۱۸۶             | ۲۱۲             | ۲۱۸             | ۲۱۸             | ۲۱۲             | ۳۹۸   |
| ۵    | ایراکلی چخیدزه     | گرجستان                 | ۱۷۱             | ۱۷۶             | ۱۷۹             | ۱۷۹             | ۲۱۴             | ۲۱۴             | 224             | ۲۱۴             | ۳۹۳   |
| ۶    | لسمن پاردس         | بحرین                   | ۱۸۱             | ۱۸۶             | ۱۸۸             | ۱۸۱             | ۲۱۱             | ۲۱۸             | ۲۱۸             | ۲۱۱             | ۳۹۲   |
| ۷    | روماریو مورا رومرو | تیم پناهندگان المپیک    | ۱۶۱             | ۱۶۶             | ۱۶۸             | ۱۶۶             | ۲۰۱             | ۲۰۶             | ۲۱۰             | ۲۱۰             | ۳۷۶   |
| ۸    | وزلی کیتس          | ایالات متحده آمریکا     | ۱۶۷             | ۱۷۲             | ۱۷۷             | ۱۷۲             | ۲۰۲             | ۲۱۰             | ۲۱۰             | ۲۰۲             | ۳۷۴   |
| ۹    | جانگ یون هاک       | کره جنوبی               | ۱۷۳             | ۱۷۹             | ۱۸۰             | ۱۷۳             | ۲۰۰             | ۲۱۱             | ۲۲۱             | ۲۰۰             | ۳۷۳   |
| ۱۰   | دورانبک حسنبایف    | ترکمنستان               | ۱۸۰             | ۱۸۷             | ۱۸۸             | ۱۸۰             | ۱۹۰             | ۱۹۰             | ۲۰۰             | ۱۹۰             | ۳۷۰   |
| —    | احمد ابوزیبا       | لیبی                    | ۱۶۴             | ۱۶۹             | ۱۷۰             | ۱۶۴             | —               | —               | —               | —               | DNF   |
| —    | فارس ابراهیم       | قطر                     | ۱۷۸             | ۱۷۸             | ۱۷۸             | —               | —               | —               | —               | —               | DNF   |
| —    | دون اوپلوگ         | ساموآ                   | ۱۷۰             | ۱۷۰             | ۱۷۰             | —               | —               | —               | —               | —               | DNF   |